# Diego Jaraba Bruna
Diego de Xáraba y Bruna (Daroca, 1652 - Madrid, 1717) fou un organista i compositor del barroc hispànic.

## Biografia
Membre de la reconeguda nissaga musical d'aquest cognom, va ser nebot i deixeble de l'organista Pablo Bruna.
A l'entorn de 1669 marxà a Saragossa per ingressar a la capella de Juan José de Austria. El 1674 esdevingué organista de la Basílica del Pilar fins al 1677; mentre ocupava aquest càrrec signà l'aprovació de l'edició de la Institución de Música sobre la Guitarra Española de Gaspar Sanz.
Durant una visita del monarca Carlos II a Saragossa fou nomenat primer organista de la Capilla Real; traslladant-se a Madrid el 1677. A la capital de l'estat fou mestre de clavicordi de diverses reines i signà l'aprovació dels tractats Fragmentos Músicos (1700) de Pablo Nasarre i Reglas generales de acompañar en órgano, clavicordio y harpa (1702) de José de Torres.

## Obra
Es conserven obres seves al Fons de la catedral de Jaca (Tiento accidental por Alamire, Idea vuena por Alamire-Fuga Obra de lleno, tono 3º), a Santa Maria de Daroca (Lamed. Matribus suis dixerunt) i al Fons CMar (Fons musical de l'església parroquial de Sant Pere i Sant Pau de Canet de Mar).